# Teretistris fernandinae
Teretistris fernandinae là một loài chim trong họ Parulidae.